# Prima Divisione Friuli-Venezia Giulia 1949-1950
La Prima Divisione fu il massimo campionato regionale di calcio disputato in Friuli-Venezia Giulia nella stagione 1949-1950.

## Girone A

### Squadre partecipanti
| Squadra                              | Città (provincia)           | Stagione precedente |
| ------------------------------------ | --------------------------- | ------------------- |
| A.S. Stabilimenti Industriali (ASSI) | Cordenons (UD)              |                     |
| A.C. Amadio Cecchella                | Aviano (UD)                 |                     |
| A.C.C. Basiliano                     | Basiliano (UD)              |                     |
| S.A.S. Casarsa                       | Casarsa della Delizia (UD)  |                     |
| S.S. Castionese                      | Castions di Zoppola (UD)    |                     |
| U.S. Codroipese                      | Codroipo (UD)               |                     |
| A.S. Latisanese                      | Latisana (UD)               |                     |
| A.S. Maniago                         | Maniago (UD)                |                     |
| A.C. Pordenone                       | Pordenone (UD)              |                     |
| S.S. Sacilese                        | Sacile (UD)                 |                     |
| S.P.A.L. Cordovado                   | Cordovado (UD)              |                     |
| U.S. Spilimbergo                     | Spilimbergo (UD)            |                     |
| Pro San Daniele                      | San Daniele del Friuli (UD) |                     |
| A.C. Zoppola                         | Zoppola (UD)                |                     |

### Classifica finale
|  | Pos. | Squadra     | Pt | G  | V | N | P | GF | GS | DR |
|  | ---- | ----------- | -- | -- | - | - | - | -- | -- | -- |
|  | 1.   | Pordenone   | ?? | 26 |   |   |   |    |    |    |
|  | 2.   | San Daniele | ?? | 26 |   |   |   |    |    |    |
|  | 3.   | ???         | ?? | 26 |   |   |   |    |    |    |
|  | 4.   | ???         | ?? | 26 |   |   |   |    |    |    |
|  | 5.   | ???         | ?? | 26 |   |   |   |    |    |    |
|  | 6.   | ???         | ?? | 26 |   |   |   |    |    |    |
|  | 7.   | ???         | ?? | 26 |   |   |   |    |    |    |
|  | 8.   | ???         | ?? | 26 |   |   |   |    |    |    |
|  | 9.   | ???         | ?? | 26 |   |   |   |    |    |    |
|  | 10.  | ???         | ?? | 26 |   |   |   |    |    |    |
|  | 11.  | ???         | ?? | 26 |   |   |   |    |    |    |
|  | 12.  | ???         | ?? | 26 |   |   |   |    |    |    |
|  | 13.  | ???         | ?? | 26 |   |   |   |    |    |    |
|  | 14.  | ???         | ?? | 26 |   |   |   |    |    |    |

Legenda:
      Ammesso alle semifinali regionali.
Regolamento:
Due punti a vittoria, uno a pareggio, zero a sconfitta.
Pari merito in caso di pari punti.
Spareggio per squadre a pari punti in zona promozione e retrocessione.

## Girone B

### Squadre partecipanti
| Squadra              | Città (provincia)                    | Stagione precedente |
| -------------------- | ------------------------------------ | ------------------- |
| S.P. Aiello          | Aiello del Friuli (UD)               |                     |
| A.S. Aquileia        | Aquileia (UD)                        |                     |
| A.S. Edmondo Brian   | Precenicco (UD)                      |                     |
| A.S. Fiumicello      | Fiumicello (UD)                      |                     |
| Juventus Mortegliano | Mortegliano (UD)                     |                     |
| A.S.C. Ontagnanese   | Ontagnano di Gonars (UD)             |                     |
| A.C. Pozzuolo        | Pozzuolo del Friuli (UD)             |                     |
| A.S. Pro Romans      | Romans d'Isonzo (GO)                 |                     |
| U.S. R. Cogolo       | Zugliano di Pozzuolo del Friuli (UD) |                     |
| A.C. Risanese        | Risano di Pavia di Udine (UD)        |                     |
| A.C. Ruda            | Ruda (UD)                            |                     |
| U.S. Sevegliano      | Sevegliano di Bagnaria Arsa          |                     |
| U.S. Isonzo Edera    | Turriaco (GO)                        |                     |

### Classifica finale
|  | Pos. | Squadra    | Pt | G  | V | N | P | GF | GS | DR |
|  | ---- | ---------- | -- | -- | - | - | - | -- | -- | -- |
|  | ?.   | Pro Romans | ?? | 24 |   |   |   |    |    |    |
|  | ?.   | Risanese   | ?? | 24 |   |   |   |    |    |    |
|  | 3.   | ???        | ?? | 24 |   |   |   |    |    |    |
|  | 4.   | ???        | ?? | 24 |   |   |   |    |    |    |
|  | 5.   | ???        | ?? | 24 |   |   |   |    |    |    |
|  | 6.   | ???        | ?? | 24 |   |   |   |    |    |    |
|  | 7.   | ???        | ?? | 24 |   |   |   |    |    |    |
|  | 8.   | ???        | ?? | 24 |   |   |   |    |    |    |
|  | 9.   | ???        | ?? | 24 |   |   |   |    |    |    |
|  | 10.  | ???        | ?? | 24 |   |   |   |    |    |    |
|  | 11.  | ???        | ?? | 24 |   |   |   |    |    |    |
|  | 12.  | ???        | ?? | 24 |   |   |   |    |    |    |
|  | 13.  | ???        | ?? | 24 |   |   |   |    |    |    |

Legenda:
      Ammesso alle semifinali regionali.
Regolamento:
Due punti a vittoria, uno a pareggio, zero a sconfitta.
Pari merito in caso di pari punti.
Spareggio per squadre a pari punti in zona promozione e retrocessione.

## Girone C

### Squadre partecipanti
| Squadra           | Città (provincia)                            | Stagione precedente |
| ----------------- | -------------------------------------------- | ------------------- |
| A.S. Caporiacco   | Caporiacco di Colloredo di Monte Albano (UD) |                     |
| G.S. Chiavris     | Udine                                        |                     |
| A.C. Cividalese   | Cividale del Friuli (UD)                     |                     |
| U.S. Fagagnese    | Fagagna (UD)                                 |                     |
| A.S. Gemonese     | Gemona del Friuli (UD)                       |                     |
| A.C. Manzano      | Manzano (UD)                                 |                     |
| A.C. Martignacco  | Martignacco (UD)                             |                     |
| U.S. Olimpia      | Paderno di Udine                             |                     |
| A.S. Pagnacco     | Pagnacco (UD)                                |                     |
| A.S. Pro Tolmezzo | Tolmezzo (UD)                                |                     |
| A.S. San Gottardo | Udine                                        |                     |
| U.S. Serenissima  | Pradamano (UD)                               |                     |
| A.C. Tricesimo    | Tricesimo (UD)                               |                     |

### Classifica finale
|  | Pos. | Squadra    | Pt | G  | V | N | P | GF | GS | DR |
|  | ---- | ---------- | -- | -- | - | - | - | -- | -- | -- |
|  | ?.   | Cividalese | ?? | 24 |   |   |   |    |    |    |
|  | ?.   | Pagnacco   | ?? | 24 |   |   |   |    |    |    |
|  | 3.   | ???        | ?? | 24 |   |   |   |    |    |    |
|  | 4.   | ???        | ?? | 24 |   |   |   |    |    |    |
|  | 5.   | ???        | ?? | 24 |   |   |   |    |    |    |
|  | 6.   | ???        | ?? | 24 |   |   |   |    |    |    |
|  | 7.   | ???        | ?? | 24 |   |   |   |    |    |    |
|  | 8.   | ???        | ?? | 24 |   |   |   |    |    |    |
|  | 9.   | ???        | ?? | 24 |   |   |   |    |    |    |
|  | 10.  | ???        | ?? | 24 |   |   |   |    |    |    |
|  | 11.  | ???        | ?? | 24 |   |   |   |    |    |    |
|  | 12.  | ???        | ?? | 24 |   |   |   |    |    |    |
|  | 13.  | ???        | ?? | 24 |   |   |   |    |    |    |

Legenda:
      Ammesso alle semifinali regionali.
Regolamento:
Due punti a vittoria, uno a pareggio, zero a sconfitta.
Pari merito in caso di pari punti.
Spareggio per squadre a pari punti in zona promozione e retrocessione.

## Girone D
(Suddivise in 2 gruppi: gruppo isontino e gruppo triestino)

### Squadre partecipanti gruppo isontino
| Squadra                      | Città (provincia)                  | Stagione precedente |
| ---------------------------- | ---------------------------------- | ------------------- |
| U.S. Alba                    | Cormons (GO)                       |                     |
| A.S. Cormonese               | Cormons (GO)                       |                     |
| U.S. Fossalon                | Fossalon di Grado (GO)             |                     |
| A.C. Isontina Libertas       | Gorizia                            |                     |
| Isonzo Piedimonte            | Piedimonte del Calvario di Gorizia |                     |
| A.S. Mossa                   | Mossa (GO)                         |                     |
| A.S. Ronchi                  | Ronchi dei Legionari (GO)          |                     |
| U.S. Sagrado                 | Sagrado (GO)                       |                     |
| A.S. San Canciano            | San Canzian d'Isonzo (GO)          |                     |
| A.S. San Lorenzo             | San Lorenzo Isontino (GO)          |                     |
| U.S. Triestina (B = riserve) | Trieste                            |                     |
| S.S. Villesse                | Villesse (GO)                      |                     |

### Classifica finale
|  | Pos. | Squadra     | Pt | G  | V | N | P | GF | GS | DR |
|  | ---- | ----------- | -- | -- | - | - | - | -- | -- | -- |
|  | ?.   | Cormonese   | ?? | 22 |   |   |   |    |    |    |
|  | ?.   | San Lorenzo | ?? | 22 |   |   |   |    |    |    |
|  | 3.   | ???         | ?? | 22 |   |   |   |    |    |    |
|  | 4.   | ???         | ?? | 22 |   |   |   |    |    |    |
|  | 5.   | ???         | ?? | 22 |   |   |   |    |    |    |
|  | 6.   | Ronchi      | 20 | 22 |   |   |   |    |    |    |
|  | 7.   | ???         | ?? | 22 |   |   |   |    |    |    |
|  | 8.   | ???         | ?? | 22 |   |   |   |    |    |    |
|  | 9.   | ???         | ?? | 22 |   |   |   |    |    |    |
|  | 10.  | ???         | ?? | 22 |   |   |   |    |    |    |
|  | 11.  | ???         | ?? | 22 |   |   |   |    |    |    |
|  | 12.  | ???         | ?? | 22 |   |   |   |    |    |    |

Legenda:
      Ammesso alla qualificazione.
Regolamento:
Due punti a vittoria, uno a pareggio, zero a sconfitta.
Pari merito in caso di pari punti.
Spareggio per squadre a pari punti in zona promozione e retrocessione.

### Squadre partecipanti gruppo triestino
| Squadra                                | Città (provincia) | Stagione precedente |
| -------------------------------------- | ----------------- | ------------------- |
| A.S.C. A.C.E.G.A.T.                    | Trieste           |                     |
| Aquila C.A.R.                          | Trieste Aquilinia |                     |
| C.R.A. Cantieri Riuniti Dell'Adriatico | Trieste           |                     |
| G.S. Dreher                            | Trieste           |                     |
| G.S. Edera Cavana                      | Trieste           |                     |
| A.S. La Fiaccola Dalmazia              | Trieste           |                     |
| G.S. Internazionale                    | Trieste           |                     |
| U.S. Muggesana                         | Muggia (TS)       |                     |
| U.S. Ponzianina                        | Trieste           |                     |

### Classifica finale
|  | Pos. | Squadra              | Pt       | G  | V | N | P | GF | GS | DR |
|  | ---- | -------------------- | -------- | -- | - | - | - | -- | -- | -- |
|  | ?.   | La Fiaccola Dalmazia | ??       | ?? |   |   |   |    |    |    |
|  | ?.   | Dreher               | ??       | ?? |   |   |   |    |    |    |
|  | 3.   | ???                  | ??       | ?? |   |   |   |    |    |    |
|  | 4.   | ???                  | ??       | ?? |   |   |   |    |    |    |
|  | 5.   | ???                  | ??       | ?? |   |   |   |    |    |    |
|  | 6.   | ???                  | ??       | ?? |   |   |   |    |    |    |
|  | 7.   | ???                  | ??       | ?? |   |   |   |    |    |    |
|  | 8.   | ???                  | ??       | ?? |   |   |   |    |    |    |
|  | --.  | Ponzianina           | Ritirata | ?? |   |   |   |    |    |    |

Legenda:
      Ammesso alla qualificazione.
      Ritirato dal campionato.
Regolamento:
Due punti a vittoria, uno a pareggio, zero a sconfitta.
Pari merito in caso di pari punti.
Spareggio per squadre a pari punti in zona promozione e retrocessione.

### Qualificazione dei gruppi alle semifinali

#### Girone unico
|  | Pos. | Squadra              | Pt | G | V | N | P | GF | GS | DR |
|  | ---- | -------------------- | -- | - | - | - | - | -- | -- | -- |
|  | 1.   | La Fiaccola Dalmazia | ?? | 6 |   |   |   |    |    |    |
|  | 1.   | Dreher               | ?? | 6 |   |   |   |    |    |    |
|  | 1.   | Cormonese            | ?? | 6 |   |   |   |    |    |    |
|  | 1.   | San Lorenzo          | ?? | 6 |   |   |   |    |    |    |

Legenda:
      Ammesso alle semifinali regionali.
Regolamento:
Due punti a vittoria, uno a pareggio, zero a sconfitta.
Pari merito in caso di pari punti.
Note:
Le 4 squadre hanno terminato il girone semifinale alla pari e hanno partecipato ad eliminazione diretta.

#### Qualificazione alle semifinali
|                | Risultato |                      | Luogo e data               |  |
| -------------- | --------- | -------------------- | -------------------------- |  |
| Cormonese      | ? - ?     | La Fiaccola Dalmazia | Monfalcone, 16 maggio 1950 |  |
|                |           |                      |                            |  |
| Dreher Trieste | ? - ?     | San Lorenzo          | Pieris, 16 maggio 1950     |  |
|                |           |                      |                            |  |

#### Qualificazione tra le perdenti per il terzo posto alle semifinali
|                      | Risultati |             | Luogo e data               |  |
| -------------------- | --------- | ----------- | -------------------------- |  |
| La Fiaccola Dalmazia | ?-?       | San Lorenzo | Monfalcone, 21 maggio 1950 |  |
|                      |           |             |                            |  |

## Semifinali regionali

### Girone semifinale A
|  | Pos. | Squadra              | Pt | G | V | N | P | GF | GS | DR |
|  | ---- | -------------------- | -- | - | - | - | - | -- | -- | -- |
|  | 1.   | La Fiaccola Dalmazia | ?? | 4 |   |   |   |    |    |    |
|  | ?.   | Cividalese           | ?? | 4 |   |   |   |    |    |    |
|  | ?.   | Pro Romans           | ?? | 4 |   |   |   |    |    |    |

Legenda:
      Promosso in Promozione Interregionale.
Regolamento:
Due punti a vittoria, uno a pareggio, zero a sconfitta.
Pari merito in caso di pari punti.

### Girone semifinale B
|  | Pos. | Squadra   | Pt | G | V | N | P | GF | GS | DR |
|  | ---- | --------- | -- | - | - | - | - | -- | -- | -- |
|  | 1.   | Pordenone | ?? | 4 |   |   |   |    |    |    |
|  | ?.   | Cormonese | ?? | 4 |   |   |   |    |    |    |
|  | ?.   | Pagnacco  | ?? | 4 |   |   |   |    |    |    |

Legenda:
      Promosso in Promozione Interregionale.
Regolamento:
Due punti a vittoria, uno a pareggio, zero a sconfitta.
Pari merito in caso di pari punti.

### Girone semifinale C
|  | Pos. | Squadra     | Pt | G | V | N | P | GF | GS | DR |
|  | ---- | ----------- | -- | - | - | - | - | -- | -- | -- |
|  | 1.   | San Daniele | ?? | 4 |   |   |   |    |    |    |
|  | ?.   | Risanese    | ?? | 4 |   |   |   |    |    |    |
|  | ?.   | Dreher      | ?? | 4 |   |   |   |    |    |    |

Legenda:
      Promosso in Promozione Interregionale.
Regolamento:
Due punti a vittoria, uno a pareggio, zero a sconfitta.
Pari merito in caso di pari punti.

### Giornali
- Archivio della Gazzetta dello Sport, stagione 1949-1950, consultabile presso le Biblioteche:
  - Biblioteca Nazionale Braidense di Milano,
  - Biblioteca Nazionale Centrale di Firenze,
  - Biblioteca Nazionale Centrale di Roma,
  - Biblioteca Civica Berio di Genova,
  - e presso Emeroteca del C.O.N.I. di Roma (non è online ma è da consultare in sede).
- Giornale di Trieste, stagione 1949-1950 - consultabile online.